# Ignazio Pietro VII Jarweh
Ignazio Pietro VII, nato Pierre Jarweh (Aleppo, 9 luglio 1777 – Aleppo, 16 ottobre 1851), è stato un patriarca cattolico siriano, eparca di Gerusalemme e sesto patriarca di Antiochia dei siri.

## Biografia
Pierre Jarweh nacque il 9 luglio 1777 a Aleppo. Era imparentato con il patriarca Ignazio Michele III Jarweh, che si prese cura della sua educazione. Venne ordinato sacerdote il 12 giugno 1802; visitò Roma negli anni 1805-1806. Il 14 settembre 1810 è stato ordinato eparca di Gerusalemme.
Nel 1818, dopo aver preso contatti con il missionario protestante W. Jowett, si recò in Europa per raccogliere fondi: a Londra raccolse 10.000 franchi dalla Church Missionary Society, e a Parigi Luigi XVIII gli diede altri 8.000 franchi. Grazie a questi fondi acquistò una macchina da stampa con la quale, nel monastero di Charfet in Libano, sede del patriarcato, istituì una stamperia per la pubblicazione di testi biblici e di libri liturgici in lingua araba.
Il 25 febbraio 1820 venne eletto patriarca della Chiesa cattolica sira, ma Roma guardò questa elezione con sospetto, per le passate relazioni con i protestanti; dopo un altro viaggio a Roma del patriarca eletto, il 28 gennaio 1828 Pierre Jarweh fu confermato da papa Leone XII e il 28 febbraio successivo gli fu assegnato il pallio.
Durante il suo patriarcato, la Chiesa cattolica sira si sviluppò, in particolare nel Libano meridionale e nella zona di Damasco; vi furono inoltre importanti adesioni al cattolicesimo: tra questi l'eparca di Mardin e futuro patriarca Antun Samheri, e gli eparchi di Mosul e di Homs. A Mosul la Chiesa cattolica e la Chiesa ortodossa siriaca condividevano lo stesso edificio religioso, ognuno con i propri sacerdoti ed in tempi prestabiliti.
Nel 1830 l'Impero ottomano riconobbe la Chiesa armeno-cattolica (che legalmente includeva anche la Chiesa cattolica sira) come millet, ossia come Nazione legalmente riconosciuta all'interno dell'Impero, ottenendo così il firmano che garantiva l'emancipazione civile e religiosa dalla Chiesa ortodossa siriaca. Non avendo più da temere dalle molestie dei giacobiti, Pierre Jarweh trasferì la sede patriarcale dal monastero Charfet in Libano ad Aleppo per essere più vicino ai suoi fedeli. Nel 1836 introdusse il calendario gregoriano. Nel 1841 riorganizzò il seminario di Charfet.
Nel mese di settembre del 1850 scoppiò ad Aleppo una rivolta mussulmana anticristiana, che portò morte e distruzioni tra le varie confessioni cristiane; il palazzo patriarcale e la cattedrale dei siro-cattolici furono distrutte, ed anche il patriarca Pierre Jarweh rimase gravemente ferito al collo. Morì il 16 ottobre 1851.

## Genealogia episcopale e successione apostolica
La genealogia episcopale è:
- Patriarca Ignazio Giorgio III
- Patriarca Ignazio Michele III Jarweh
- Vescovo Julius-Antoine
- Patriarca Ignazio Pietro VII Jarweh

La successione apostolica è:
- Vescovo Youssef Hayek (1841)